# Georgia MacKenzie
Georgia MacKenzie (Londen), 1973) in is een Engelse actrice, die met name opviel door haar rol als WPC Susan Kavanagh in de speciale millenniumaflevering van A Touch of Frost. De actrice debuteerde in 1998 in de miniserie Undercover Heart, waarin ze een hotelreceptioniste speelde.
Sinds augustus 2004 is ze getrouwd met de Britse acteur Richard Coyle.

## Filmografie
- Undercover Heart (miniserie, 1998) - hotelreceptioniste
- Trust (televisiefilm, 1999) - Tara Reeves
- Up Rising (miniserie, 1999) - Harriet Revell
- Passion Killers (televisiefilm, 1999) - Kim
- G:MT Greenwich Mean Time (1999) - Rachel
- The Criminal (1999) - Maggie
- A Touch of Frost (televisieserie, aflevering In the Line of Fire: Part 1 & 2, 1999, 2000) - WPC Susan Kavangh
- Border Cafe (miniserie, 2000) - Ronnie
- County Kilburn (2000) - Sue
- Hot Money (televisiefilm, 2001) - Jackie Haggar
- Possession (2002) - Paola
- Tlc (televisieserie, aflevering onbekend, 2002) - Nurse Judy
- 20 Things to Do Before You're 30 (televisieserie, aflevering onbekend, 2002) - Zoe
- Spine Chillers (televisieserie, aflevering Intuition, 2003) - Fleur
- Trial & Retribution VII (televisiefilm, 2003) - PC Alison Daniels
- Judas (televisiefilm, 2004) - Mary Magdalene
- Outlaws (televisieserie, aflevering onbekend, 2004) - Sarah Beckenham
- The Robinsons (televisieserie, aflevering 1.1, 2005) - Nora
- Murphy's Law (televisieserie, vijf afleveringen 2005) - Ellie Holloway
- Waking the Dead (televisieserie, twee afleveringen, 2005) - DS Andrea 'Andy' Stephenson

- Library of Congress Control Number: no2014036314
- Virtual International Authority File: 308181213
- WorldCat: E39PBJqfDW99PK8K8gKTtYmDbd